# Béla Kiss

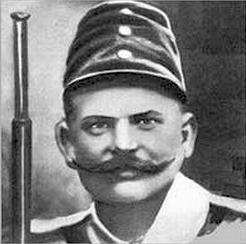
Porträt von Béla Kiss

Béla Kiss (* 28. Juli 1877 in Izsák;  † vermutlich im Februar 1915 in Valjevo, eventuell später) war ein ungarischer Serienmörder, dem häufig die Morde an mindestens 23 Frauen und einem Mann oder 24 Frauen zugeschrieben werden, von denen aber nur sieben Morde als gesichert gelten. Die Leichname dieser sieben Opfer, von denen sechs identifiziert wurden, waren in großen Metallbehältern auf dem von ihm gemieteten Grundstück gelagert. Zu einer Verurteilung Kiss’ kam es nie, da er nach der Entdeckung der Leichen nicht verhaftet werden konnte. Laut Berichten des Roten Kreuzes war er schon zuvor an Typhus gestorben. Es hielten sich aber lange Gerüchte, dass Kiss noch lebe.

## Leben
Kiss wurde 1877 als Sohn von János Kiss und dessen Frau Verona Varga in Izsák (Ungarn) geboren. Seine Mutter war wahrscheinlich Dienstmädchen. Sie gab Kiss im Alter von einem Jahr zur Pflege bei seiner Tante. Laut späterer Aussage dieser Frau kümmerte die Mutter sich selbst kaum um den Jungen.
Laut Presseberichten ging Kiss nach seiner Schulzeit im Alter von 15 Jahren bei einem Blechnermeister in die Lehre und machte sich später selbstständig. Von 1899 bis 1905 lebte er in Wien und Budapest. Er zog 1905 nach Cinkota, heute zu Budapest gehörend, wo er seine Taten begangen haben soll.
Kiss konnte lesen, was zur damaligen Zeit für Handwerker nicht selbstverständlich war. Deshalb genoss er in der Nachbarschaft ein hohes Ansehen. Die Polizei fand später in seiner Wohnung viele Bücher und Zeitungen, darunter auch aus der Zeitung ausgeschnittene Artikel zu Mordfällen der vorangegangenen Jahre.
Laut Aussagen seiner Nachbarn, die in Presseberichten nach der Entdeckung der Leichen wiedergegeben wurden, war Kiss ein gutaussehender Mann, der viel Zeit in Gesellschaft von Frauen verbrachte und bei diesen beliebt war.
Kiss war Katholik und besuchte regelmäßig die Messe. Der Pfarrer von Csömör, der auch für die Gemeinde in Cinkota zuständig war, bezeichnete ihn als einen der eifrigsten Gläubigen der Gemeinde.
Nach Ausbruch des Ersten Weltkriegs 1914 trat Kiss in die Armee ein. Nach Berichten des Roten Kreuzes starb er im Februar 1915 in Valjevo an Typhus. Auch im Sterberegister in Cinkota ist Kiss’ Tod seit Februar 1915 vermerkt.